# 스카이칩스
스카이칩스(Skai Chips)는 대한민국의 기업이다. 삼성전자 파운드리사업부의 반도체 설계자산(IP) 파트너사로 활동하고 있으며 IoE용 고객 맞춤형 시스템 반도체 설계에 특화되어 있다. 원거리/근거리 무선전력 전송, 무선 통신용 핵심 반도체를 개발한다.

## 역사
2019년 성균관대 교원창업으로 설립되었다.

## 상장
2024년 대신밸런스제16호스팩과 합병을 결정하였다.

## 참고문헌
1. ↑  곽윤아, 스카이칩스·GC지놈, 코스닥 상장예비심사 신청, 연합뉴스, 2024-12-02
2. ↑  이정형, 스카이칩스, 매출액 399% UP...영업이익은 적자 커져, 프리스탁뉴스, 2024.05.11
3. ↑  박기영, 스카이칩스, 기술평가 'A, A' 받고도 스팩상장…IPO 찬바람 탓, 머니투데이, 2024.11.30
4. ↑  대신밸런스제16호스팩, 스카이칩스와 스팩 합병 결정, 디지털투데이, 2024.11.26